# シチトウハナワラビ
シチトウハナワラビ（七島花蕨、学名：Sceptridium atrovirens）はハナヤスリ科に属するシダ植物。

## 特徴
常緑性のシダ。他のハナワラビと同様、直立した根茎の上に担葉体（共通柄）があり、その上に担栄養体と担胞子体をつける。担葉体は6.7-11 cmで白色の毛が多く生える。担栄養体は長さ9-14 cm、幅16-22 cmの3 - 4回羽状複葉となり五角形 - 広三角形の形をとる。側羽片は有柄で三角状広卵形 - 広披針形、辺縁はオオハナワラビが鋭鋸歯であるのに対し、不規則な鈍鋸歯である。色は濃緑色 - 緑色で、オオハナワラビのように冬季に辺縁が色づくことはない。また、葉質は薄い革質で、オオハナワラビより厚い。年に一枚葉を出すが、常緑であるため去年の葉が残っている個体も多い。オオハナワラビは冬緑性であることから、オオハナワラビより温暖な地域に適応しているものと考えられる。担胞子体は長さ7.3-12 cm、幅2.2-3.6 cmの複穂状で、胞子散布後も枯れずに残る。胞子表面は小棘状。n=135の6倍体有性生殖種。

## 分布と生育環境
日本、朝鮮に分布する。日本では本州（関東地方以西、伊豆諸島）、四国、九州、屋久島。山地の薄暗い林床に生育する。
同じく6倍体種であるオオハナワラビと形態的によく似通っており、1979年の記載後も本州での分布は認識が遅れていた。本州のオオハナワラビには多型があり、「シチトウハナワラビと全く同じではないとしても、それによく似たもの」が存在することから、シチトウハナワラビをオオハナワラビの変種 Sceptridium japonicum var. atrovirens (Sahashi) Seriz. (1982) として扱われていた。この「シチトウハナワラビによく似たもの」は近畿地方において仮称“ナンキハナワラビ”とされてきたものである。しかし、現在は”ナンキハナワラビ”とシチトウハナワラビの識別が困難であることから、“ナンキハナワラビ”を含めてシチトウハナワラビと認識がされている。結果として伊豆諸島固有種ではなく、本州・四国・九州にも分布する種となった。2022年には日本海側（富山県）でも発見されている。

## モトマチハナワラビ
シチトウハナワラビに似て葉がやや厚く、光沢があるが、少羽片が狭長で辺縁が深く切れ込み、鋸歯は大きく粗い。名前は伊豆大島の元町付近で発見されたことにちなむ。
10以上の核遺伝子マーカー及びMIG-seq解析によって取得したゲノムワイドSNPsを用いた解析では、シチトウハナワラビとの遺伝的分化が検出されなかったことから、シチトウハナワラビの葉型変異のひとつとして扱うことが妥当とされている。オオハナワラビ属は自殖傾向が強いことが知られており、この高自殖性によって種内の形態変異が顕著化する可能性が指摘されている。北米の２倍体種であるS. dissectumにおける葉型の異なる２つの変種(S. dissectum var. dissectumとS. dissectum var. obliquum)においても、ISSRを用いた解析にて遺伝的分化が確認されなかったことから、高自殖性による葉型変異と結論づけられており、シチトウハナワラビとモトマチハナワラビの関係と酷似している。

## 雑種
ゴジンカハナワラビ Sceptridium ×silvicola (Sahashi) comb.ined. 
≡ Botrychium ×silvicola (Sahashi) Ebihara, Bull. Natl. Mus. Nat. Sci., Tokyo, B. 41(1): 15 (2015)
≡ Botrychium japonicum var. silvicola (Sahashi) M.Kato, Fl. Jap. 1: 26 (1995)
≡ Sceptridium japonicum var. silvicola Sahashi, J. Jap. Bot. 58(8): 241 (1983)
シチトウハナワラビ×オオハナワラビ

アイイズハナワラビ Sceptridium ×longistipitatum Sahashi; J. Jap. Bot. 54(8): 244 (1979)
≡Botrychium ×longistipitatum (Sahashi) Nakaike
シチトウハナワラビ×フユノハナワラビ
2倍体種フユノハナワラビとの推定種間雑種。葉にやや光沢があり、やや柔らかく、鋸歯が目立たない。地中性配偶体を持つハナワラビにおいて初めて見出された雑種である。

アンコハナワラビ Sceptridium ×pulchrum Sahashi; J. Jap. Bot. 58(8): 246 (1983)
≡Botrychium ×pulchrum (Sahashi) Nakaike, Checkl. Lycophytes Ferns Japan 3 (2013)
シチトウハナワラビ×アカハナワラビ
2倍体種アカハナワラビとの推定種間雑種。担栄養体の葉形や葉質はシチトウハナワラビによく似るが、葉色は晩秋まではアカハナワラビ同様灰緑色で、冬季は紅変する。シチトウハナワラビと同様の6倍体種であるオオハナワラビとアカハナワラビの種間雑種であるアカネハナワラビと比べると、やや地味で褐色味を帯びることが多い。

ミドリシチトウハナワラビ（俗称）
シチトウハナワラビ×ミドリハナワラビ
伊豆大島固有種である2倍体種ミドリハナワラビとの推定種間雑種。